# Alan Knight (historiador)
Alan Knight (6 de noviembre de 1946) es profesor de historia latinoamericana en la Universidad de Oxford, Inglaterra, trabajando en el St. Antony's College; además es director del Centro Latinoamericano. Knight es el autor de los dos volúmenes de la obra The Mexican Revolution (La Revolución Mexicana, Cambridge 1986) por la que recibió el Premio Albert Beveridge de la American Historical Association y el Premio Bolton de la Conference on Latin American History. Está considerado como una autoridad en los temas relacionados con México. En 2012, el profesor Knight recibió el doctorado honoris causa por la Universidad Veracruzana.

## Obras publicadas
Además de The Mexican Revolution, Knight es también autor de US-Mexican Relations, 1910-40 (San Diego, 1987), el capítulo sobre el periodo de 1930 a 1946 en México en The Cambridge History of Latin America (Vol. VII, 1990), The Mexican Petroleum Industry in the 20th Century (1992) y tres volúmenes sobre historia de México: Mexico, From the Beginning to the Spanish Conquest and Mexico, The Colonial Era (Cambridge, 2002). El tercer volumen aún no se ha publicado. Como estudioso sobre México, también ha publicado numerosos artículos sobre distintos temas de la historia del país en el siglo XX.